# Omen III
"Omen III" é uma canção da banda alemã de eurodance Magic Affair, que foi lançada em 1993 como single de estreia do grupo e, mais tarde, sendo incluída no seu álbum de estreia, Omen (The Story Continues...). A canção obteve grande sucesso na Europa, ficando em primeiro lugar na Alemanha e alcançando o top 10 na Áustria, Bélgica, Dinamarca, Finlândia, Holanda, Suécia e Suíça. Ela vendeu mais de 750.000 cópias na Alemanha em apenas oito semanas após seu lançamento. No Reino Unido, a canção atingiu a posição de número 17, além de ter vendido mais de 180.000 cópias, faltando a certificação de prata apenas. Magic Affair ganhou o prêmio Echo de 1994 na Alemanha, de melhor canção alemã de dance music com "Omen III".[carece de fontes?]
Larry Flick da Billboard elogiou a canção e escreveu que o Magic Affair "exerce uma tremenda energia em seu esforço para ser despertado e ser sinistro ao mesmo tempo, com resultados agradáveis e divertidos. A faixa rola para os estados sobre o poder maciço nos clubes europeus e sucesso de vendas, e é maduro para aceitação semelhante aqui. As camadas de sintetizadores são positivamente hipnóticas, levadas para casa por uma batida Hi-NRG".
Um videoclipe foi feito para acompanhar a música, e possui os membros da banda realizando suas performances em uma casa mal-assombrada. A cantora Franca Morgano aparece vestida como bruxa, enquanto o rapper A.K. Swift fica entre as vampiras. O vídeo foi postado no YouTube em julho de 2014. Em dezembro 2020, ele tem mais de 9,8 milhões de visualizações.

## Lista de Faixas

#### CD maxi-single (Germany, 1993)
1. "Omen III" (Single Version) - 3:56
2. "Omen III" (Maxi Version) - 6:10
3. "Omen III" (Instrumental Version) - 4:40

#### CD maxi-single (Europe, 1994)
1. "Omen III" (Cyber-Remix) - 5:10
2. "Omen III" (Cyber-Hyper-Remix) - 7:29
3. "Omen III" (Single Version) - 3:56

## Desempenho nas paradas musicais
| Parada musical (1993/94)                   | Melhor posição |
| ------------------------------------------ | -------------- |
| Áustria - (Ö3 Austria Top 40)              | 2              |
| Bélgica - (Ultratop 50 Flanders)           | 8              |
| Dinamarca - (IFPI)                         | 4              |
| União Europeia - (Eurochart Hot 100)       | 5              |
| Finlândia - (Suomen virallinen lista)      | 2              |
| França - (SNEP)                            | 12             |
| Alemanha - (Official German Charts)        | 1              |
| Irlanda - (IRMA)                           | 14             |
| Países Baixos - (Dutch Top 100)            | 7              |
| Suécia - (Sverigetopplistan)               | 3              |
| Suíça - (Schweizer Hitparade)              | 3              |
| Reino Unido - (The Official Chart Company) | 17             |